# هارييت سانسوم هاريس
هارييت سانسوم هاريس (بالإنجليزية: Harriet Sansom Harris)‏ هي ممثلة أمريكية، ولدت في 8 يناير 1955 بفورت وورث في الولايات المتحدة. من الجوائز التي نالتها جائزة توني.

## أعمال

### أفلام
- (1994) كويز شو
- (1996) روميو + جولييت[5][6][7]
- (2000) تذكار[8][9]
- (2009) معزوفة ضوء القمر
- (2017) فانتوم ثريد

### مسلسلات
- آلي مكبيل
- أميريكان داد!
- الملفات الغامضة
- موردر
- ربات بيوت يائسات
- التحقيق في موقع الجريمة
- شبح هامس
- عالم آخر

## جوائز
- جائزة توني

## وصلات خارجية
- هارييت سانسوم هاريس على موقع IMDb (الإنجليزية)
- هارييت سانسوم هاريس على موقع ميتاكريتيك (الإنجليزية)
- هارييت سانسوم هاريس على موقع روتن توميتوز (الإنجليزية)
- هارييت سانسوم هاريس على موقع قاعدة بيانات الأفلام العربية
- هارييت سانسوم هاريس على موقع ألو سيني (الفرنسية)
- هارييت سانسوم هاريس على موقع أول موفي (الإنجليزية)
- هارييت سانسوم هاريس على موقع قاعدة بيانات برودواي على الإنترنت (الإنجليزية)
- هارييت سانسوم هاريس على موقع قاعدة بيانات الأفلام السويدية (السويدية)
- هارييت سانسوم هاريس على موقع إن إن دي بي (الإنجليزية)
- هارييت سانسوم هاريس على موقع قاعدة بيانات الفيلم (الإنجليزية)